# Toyota Tacoma

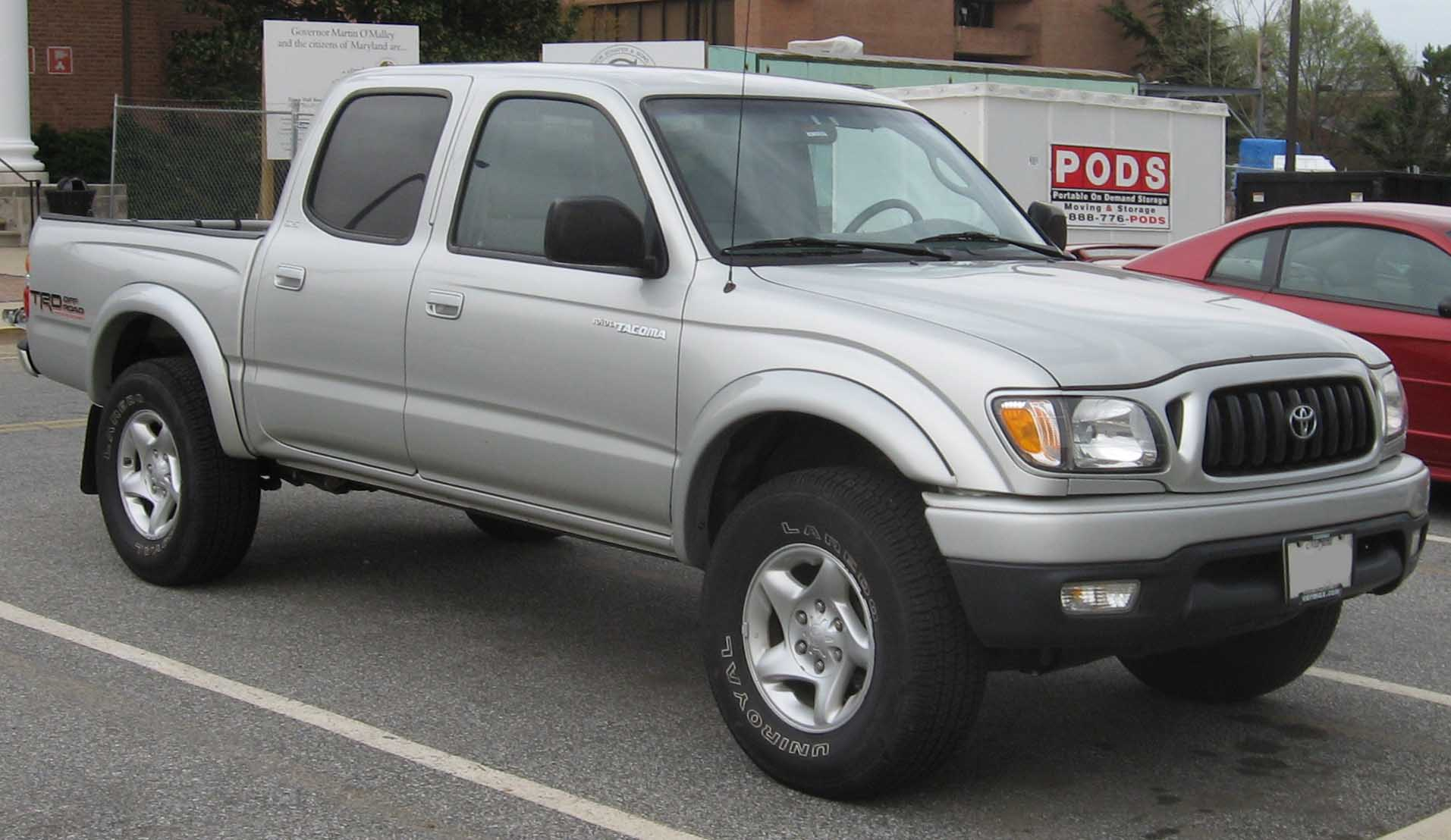
Toyota Tacoma Doppelkabine TRD (2001–2004)

Der Toyota Tacoma ist ein Pick-up, der von Toyota seit 1995 hergestellt wird. Der Tacoma der zweiten Generation wurde 2005 vom Magazin Motor Trend zum Truck of the Year gekürt. Der Wagen wurde nach der US-amerikanischen Stadt Tacoma (Washington) benannt.

## 1. Generation (1995–2004)
Ein Modell mit dem Namen Tacoma wurde erstmals 1995 eingeführt und stammte vom weltweit angebotenen Hilux ab. Der Hilux wurde in den USA bis 1995 einfach als Toyota Truck verkauft. Das Leergewicht wird mit 1429–1756 kg angegeben.
Insgesamt gab es drei Motoren für den Tacoma: den 2,4-l-R4 mit 142 bhp (106 kW) Leistung und 217 Nm Drehmoment, den 2,7 l-R4 mit 150 bhp (112 kW) Leistung und 240 Nm Drehmoment und den 3,4-l-V6 mit 190 bhp (142 kW) Leistung und 298 Nm Drehmoment. Der 2,4-l-R4 verbrauchte außerorts 8,25 l/100 km, der 2,7-l-R4 außerorts 9,2 l/100 km und der 3,4 l-V6 außerorts 10,9 l/100 km.
Heckgetriebene Tacoma hatten Räder mit fünf Befestigungslöchern. Es gab den 2,4-l-R4- und den 3,4-l-V6-Motor je nach gewählter Ausstattungslinie, ebenso wie Schaltgetriebe oder Automatik.
Allradgetriebene Tacoma hatten Räder mit sechs Befestigungslöchern, wie sie auch bei früheren Pick-up-Modellen eingesetzt wurden. Die Längsträger des Rahmens sind bis hinter die vorderen Blattfedern als Rechteckrohr, davor als U-Profil ausgeführt. Das manuell zu schaltende Getriebe des 3,4 l-V6 hat die Bezeichnung R150F, die Automatik ist eine A340F (Aisin-Code: 30-40LE). Die von 1995 bis 1997 gefertigten Tacoma mit einfacher Pritsche hatten auf Wunsch ein Schaltgetriebe auch in Verbindung mit 3,4-l-V6. Ab 1998 war diese Ausführung nur mit Vierzylindermotor erhältlich. Die Ausführungen von Toyota Racing Development (TRD) gab es ab 1998. Im Falle des V6-Motors waren die Wagen mit einem Sperrdifferenzial hinten ausgestattet.

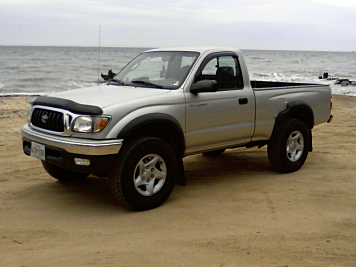
Toyota Tacoma Pritschenwagen (2001)

Die Prerunner-Modelle wurden ebenfalls ab 1998 geliefert. Sie haben die gleiche Radaufhängung vorne und hinten, die gleiche Fahrwerksgeometrie, den gleichen Rahmen, das gleiche Design und die gleichen Motoren wie der Tacoma 4x4 dieses Modelljahres. Der Prerunner wurde auf Wunsch mit dem TRD-Offroad-Paket ausgestattet, das ebenfalls ein Sperrdifferenzial hinten (und einige andere Änderungen am Fahrwerk, wie der Tacoma 4x4) enthielt, wenn der Wagen den V6 eingebaut hatte. Ein Nachteil bestand darin, dass es kein Fünfgang-Handschaltgetriebe gab. Die automatischen Getriebe des Tacoma V6 hießen A340E. Wegen der Ähnlichkeit zwischen Prerunner und 4x4 kann man einen Prerunner mit Zukaufteilen in einen 4x4 umrüsten, was aber von der Internet-Gemeinde nicht empfohlen wird.

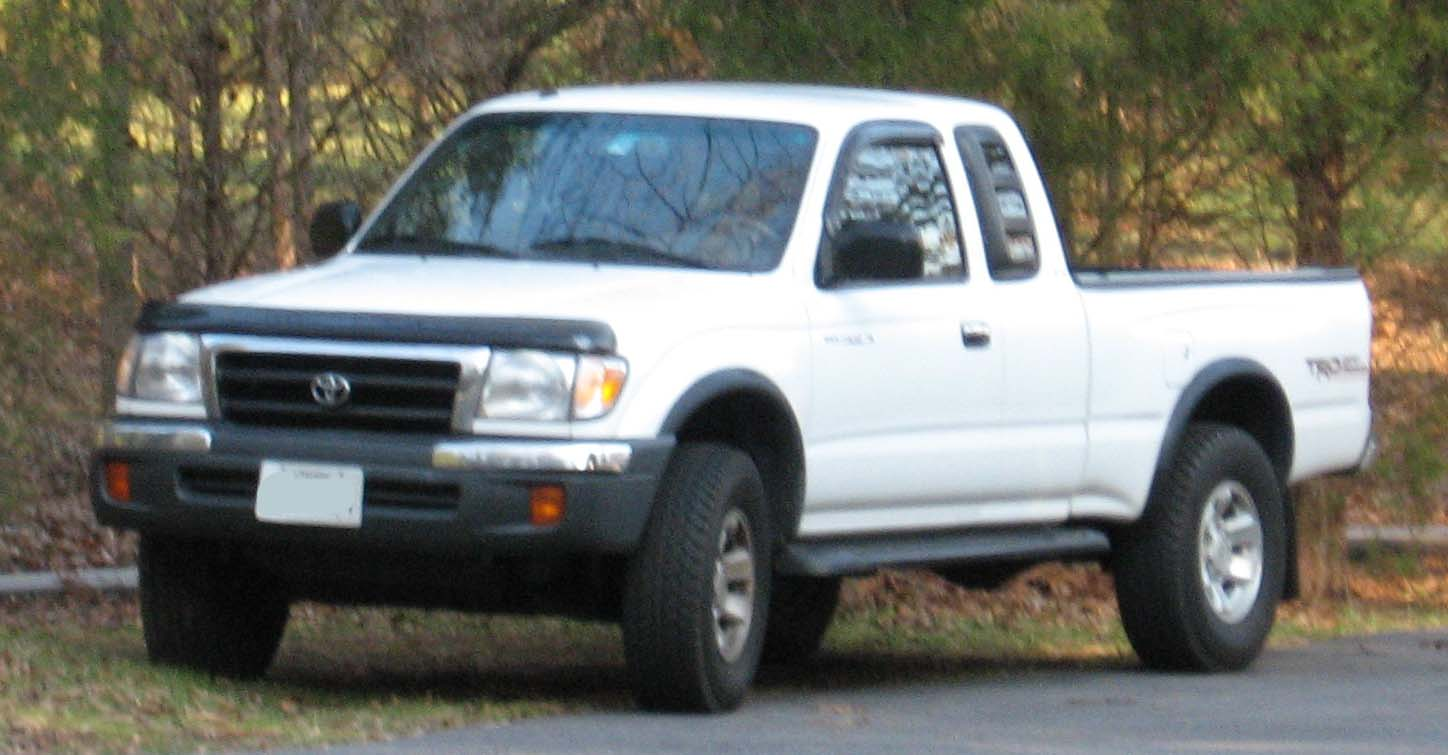
Toyota Tacoma mit verlängertem Führerhaus (1998–2000)

In den ersten Produktionsjahren verkaufte sich der Tacoma recht gut und zog insbesondere junge Käufer an. Die erste Generation wurde insgesamt zwei Modellpflegen unterzogen, die erste 1998 und das zweite 2001. Die Veränderungen dabei beschränkten sich hauptsächlich auf neue Kühlergrills und Scheinwerfer. Die mechanischen Veränderungen waren eine kontaktlose Zündung ab 1997 und 1998 längere Blattfedern hinten. Alle Allradantriebsmodelle nach 2000 hatten einen automatischen Differenzialfreilauf (ADD).
Die einzige Veränderung im Modelljahr 2001 war ein neues, viertüriges Doppelkabinenmodell. Die Wagen mit verlängertem Führerhaus hatten eine Pritsche mit 2 m Länge, mit Doppelkabine war die Pritsche nur 1,7 m lang. Viele Kunden störten sich an der kurzen Pritsche, aber diesen Nachteil teilte der Tacoma mit den meisten seiner Wettbewerber.

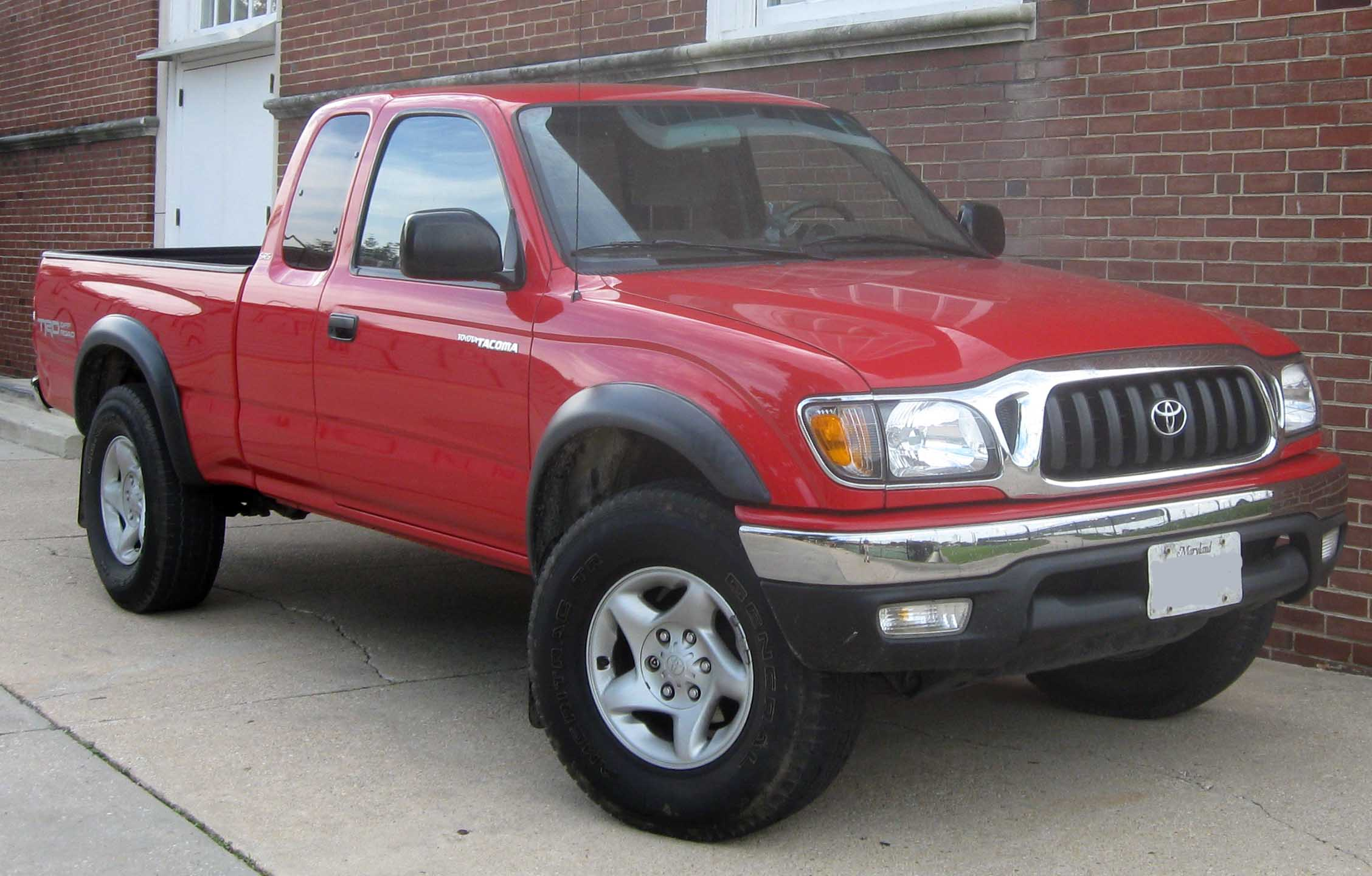
Toyota Tacoma TRD mit verlängertem Führerhaus (2001–2004)

2001 brachte Toyota zusammen mit dem Facelift an der Fahrzeugfront auch ein neues S-Runner-Ausstattungspaket heraus. Dazu gehörten der V6-Motor, 16-Zoll-Aluminiumräder, ein handgeschaltetes Fünfganggetriebe und Tokico-Gasdruckstoßdämpfer. Von 2001 bis 2004 wurden davon 200 Stück pro Monat hergestellt. Im Jahre 2003 konnte der Tacoma die Verkaufszahlen des Vorjahres um 16,5 % übertrumpfen. Auch in den nächsten Jahren gewann der Tacoma immer mehr an Popularität. 2004 überflügelte er den Nissan Frontier und den Dodge Dakota, lag aber immer noch 2,2 % hinter dem Ford Ranger.
2008 kündigte Toyota von sich aus eine Garantie über 15 Jahre gegen Durchrostung (ohne km-Begrenzung) für die Modelle 1995–2000 an, da sich herausgestellt hatte, dass durch unsachgemäßen Rostschutz bei einer kleinen Zahl von Tacoma die Rahmen rosteten. Toyota versprach, entweder die Rahmen zu reparieren oder die Autos zum 1,5-fachen des KBB-Preises zurückzukaufen (Kelley Blue Block – Größte amerikanische Rating-Agentur für Gebrauchtwagen).

## 2. Generation (2004–2015)
Auf der Chicago Auto Show 2004 zeigte Toyota einen größeren und stärkeren Tacoma. Diesen Wagen gab es in 18 verschiedenen Konfigurationen, die drei Führerhausvarianten, vier Getriebevarianten, zwei Motorenvarianten und zwei Pritschenlängen enthielten. Ein 4,0-l-V6-Motor, Typ Toyota 1GR-FE, nahm den Platz des alten 3,4 l ein. Die neuen V6-Modelle boten viele Verbesserungen, zum Beispiel eine Anhängelast von 2950 kg und eine Nutzlast von 750 kg. Der neue Motor leistete 236 hp (176 kW) und hatte ein Drehmoment von 361 Nm. Der kleine, vollkommen neue 2,7-l-R4-Motor wurde mit einer Leistung von 159 hp (119 kW) und einem Drehmoment von 244 Nm angegeben. Das Leergewicht liegt bei 1429–1756 kg.
Toyota führte auch die Ausstattung X-Runner ein, die die schlecht verkäufliche S-Runner-Ausstattung des Vorgängers ersetzte. Der X-Runner wurde mit dem V6-Motor in Verbindung mit einem handgeschalteten Sechsganggetriebe, 18″-Aluminiumrädern, einem um 50 mm tiefergelegten Aufbau und einem X-Brace-Fahrwerkspaket ausgeliefert. Toyota fügte auch noch einen Bergabfahrassistenten (DAC) und einen Berganfahrassistenten (HAC) für Modelle dazu, die mit dem TRD-Paket ausgestattet waren. Auf Wunsch waren auch voll oder teilweise sperrbare Differenziale erhältlich. Alle Tacoma hatten auf der Pritsche vier Befestigungsschienen, Zurrhaken, Ladeboxen und – falls ein TRD-Paket geordert wurde – eine Steckdose. Die Befestigungsschienen hielten Lasten bis zu 100 kg.
Das Modell 2006 unterschied sich geringfügig vom Modell 2005. Einige der bis dahin nur auf Wunsch verfügbaren Ausstattungsdetails wurden nun serienmäßig geliefert. Für das Modell 2007 gab es zwei neue Innenfarben; 2008 wurden keine Veränderungen eingeführt. Das Modell 2009 hatte mehr Sicherheitsdetails und das mechanisch teilweise sperrbare Differenzial war nicht mehr erhältlich. Nur die TRD-Modelle hatten weiterhin ein voll sperrbares Differenzial. Die Tacoma der zweiten Generation werden in Tijuana (Baja California) und in Freemont (Kalifornien) gebaut. Die Kunststoffpritschen werden alle in Mexiko gebaut.
In Kanada bekam der Tacoma des Modelljahres 2009 einen neuen 6-fach-CD-Wechsler, neue Lenkstockhebel und ein neues Stabilitätsprogramm (VSC).

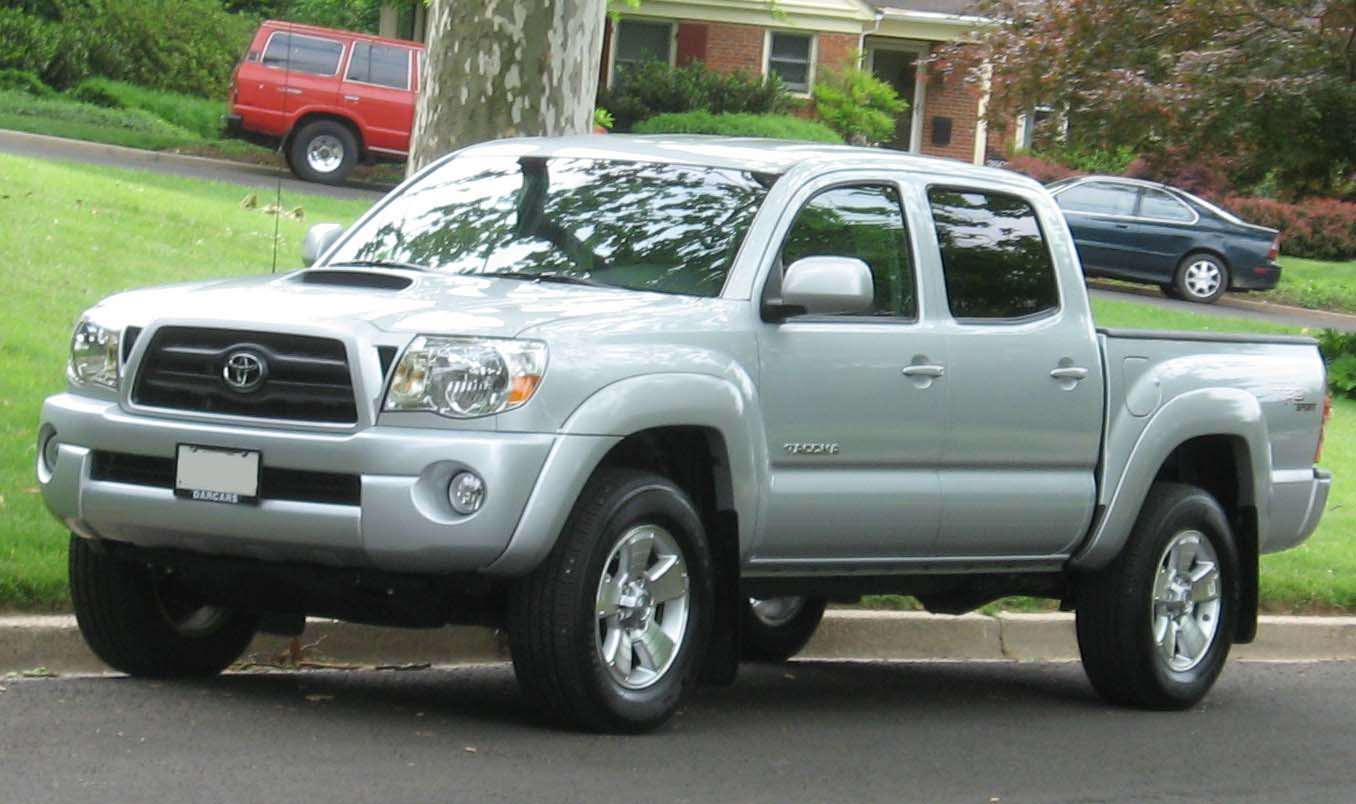
Toyota Tacoma Doppelkabine TRD (2005–2008)

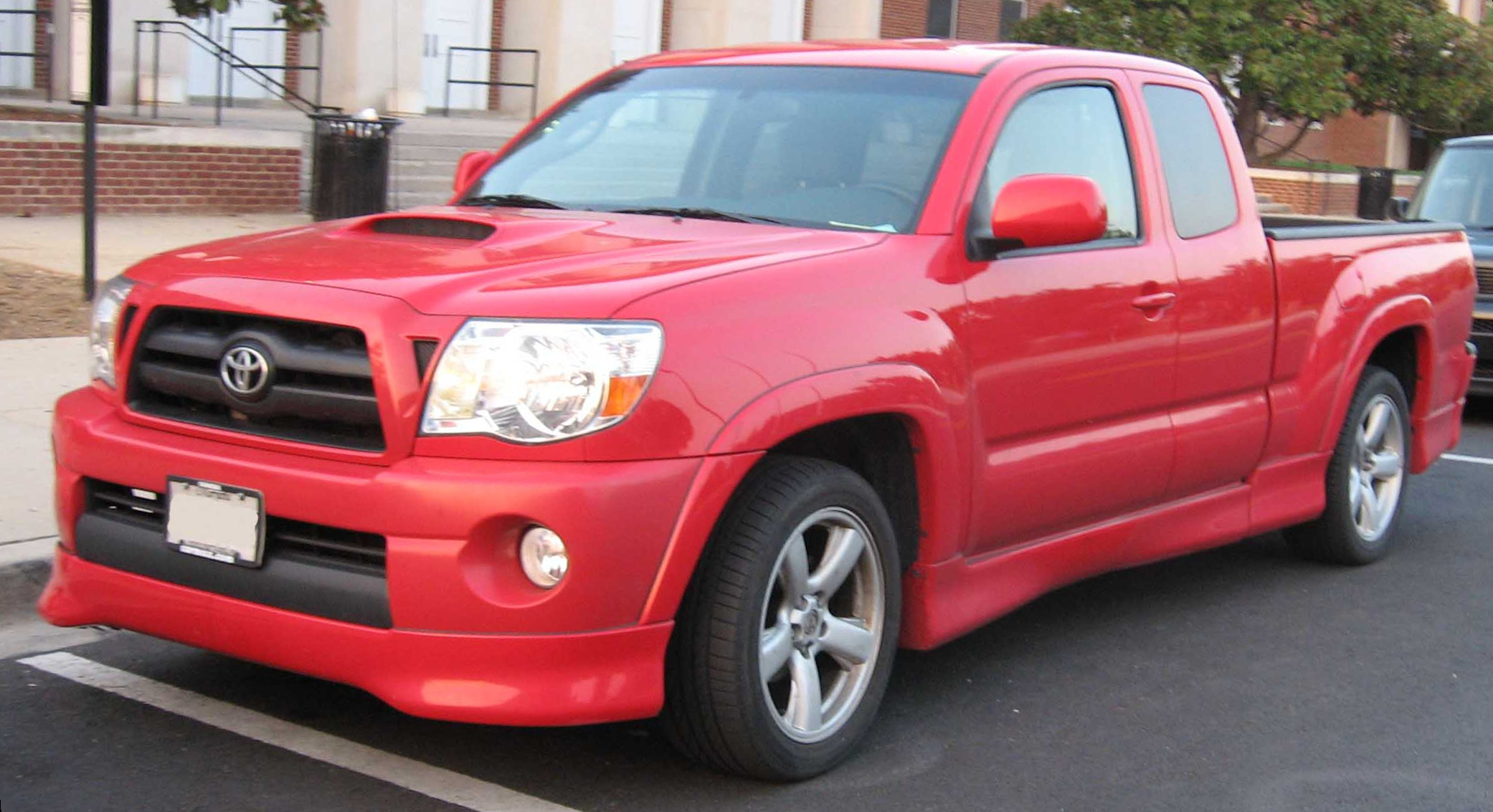
Toyota Tacoma X-Runner mit verlängertem Führerhaus (2005–2008)

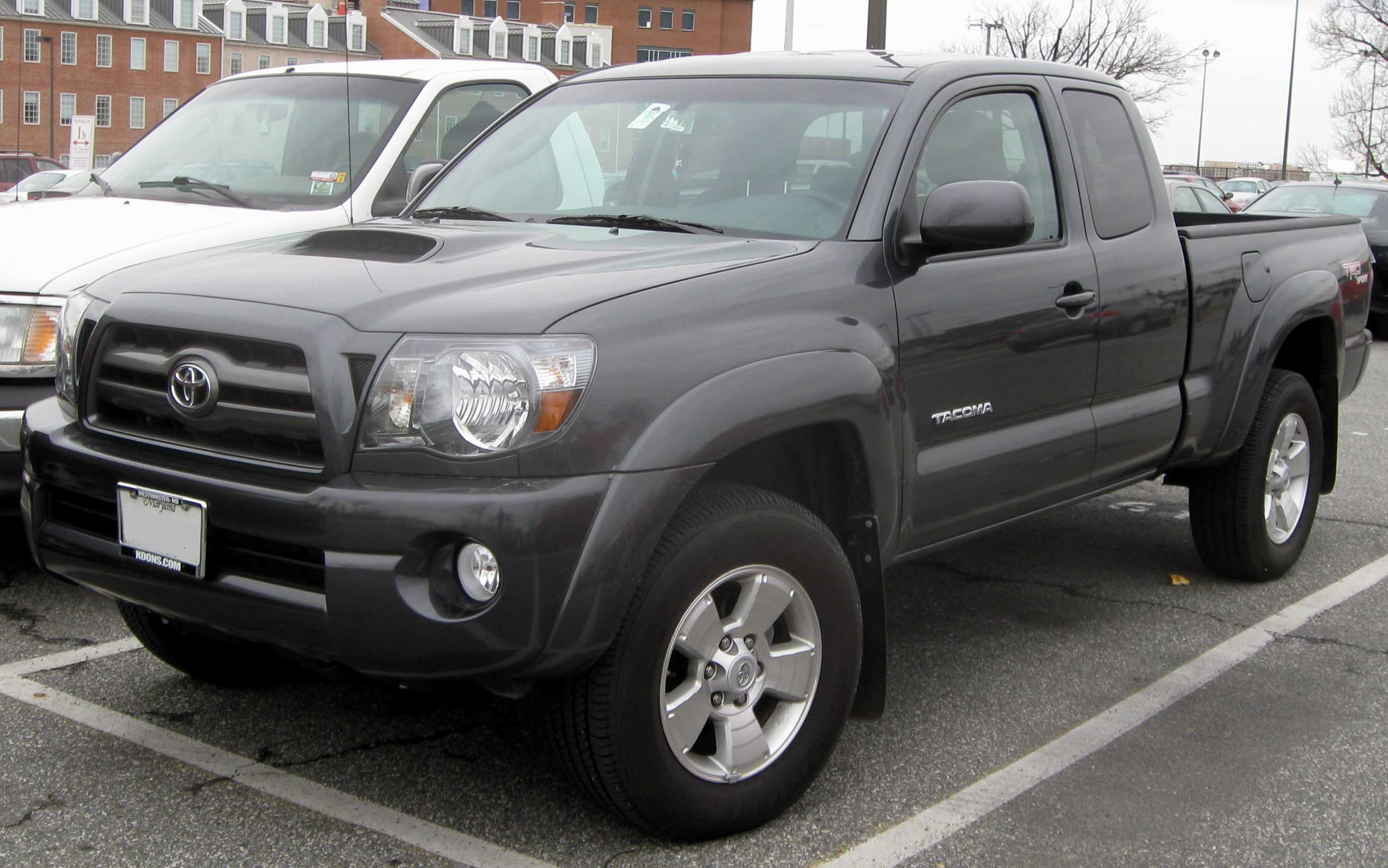
Toyota Tacoma mit verlängertem Führerhaus (2009)

### Sicherheit und strukturelle Steifigkeit
Der Tacoma wird serienmäßig mit Antiblockiersystem (ABS), Bremsassistent (BAS) und elektronischer Bremskraftverteilung (EBD) geliefert. Im Modelljahr 2008 kam ein Überschlagsensor dazu, der beim Überschlag die Seitenairbags – falls vorhanden – auslöst. Seit dem Modelljahr 2009 haben alle Tacoma Toyotas Star Safety System mit Stabilitätskontrolle (VSC) und Antriebsschlupfregelung (traction control, TRAC). Seitenairbags vorne und Vorhangairbags für die beiden hinteren Sitzreihen werden ebenso serienmäßig geliefert wie aktive Kopfstützen.
Die kleineren Pick-ups, wie der Tacoma, bringen generell keine so guten Ergebnisse in Crash-Tests wie die größeren Pick-ups. In einem Test des Insurance Institute for Highway Safety (IIHS) mit dem Tacoma und seinen Wettbewerbern konnte der mit Seitenairbags ausgerüstete Tacoma die beste Note „gut“ im Seitenaufpralltest erringen. Auch beim Frontalaufprall wurde der Tacoma als „gut“ bewertet. Und 2009 errang der Tacoma mit den aktiven Kopfstützen sogar den Preis Top Safety Pick des IIHS.
| Frontalaufprall Fahrer:            | 5 Sterne |
| Frontalaufprall Beifahrer:         | 5 Sterne |
| Seitenaufprall Fahrer:             | 5 Sterne |
| Seitenaufprall Rücksitzpassagiere: | 5 Sterne |
| Überschlag:                        | 4 Sterne |

### Sonderausstattung des X-Runner

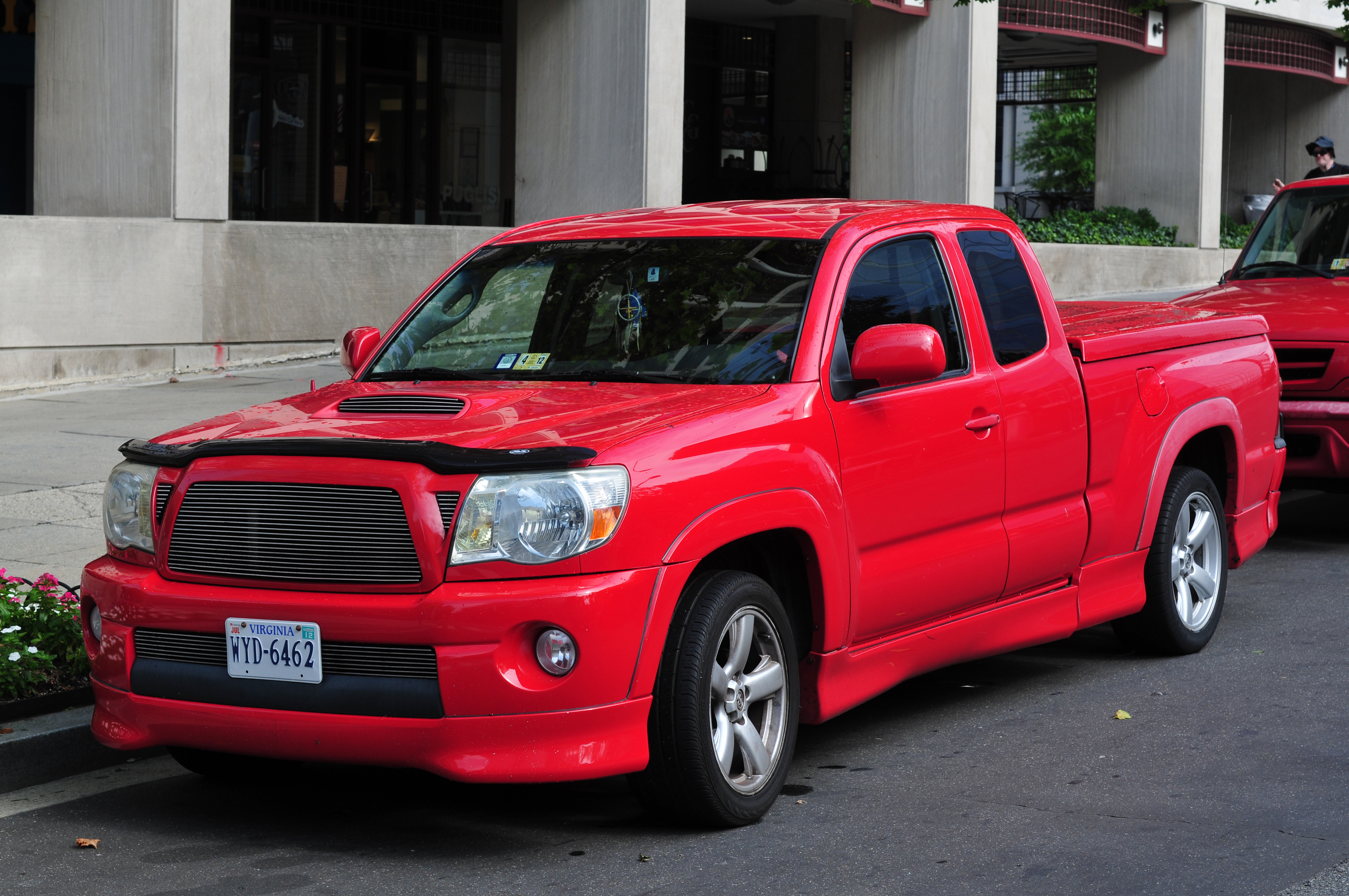
Toyota Tacoma X-Runner

Der Toyota X-Runner ist ein limitiertes Sondermodell. Er ist in drei Außenfarben pro Jahr erhältlich, insgesamt in vier Außenfarben. Von 2005 bis 2008 war der X-Runner in Speedway Blue (blau), Radiant Red (rot) und Black Sand Pearl (schwarz) erhältlich. 2009 fiel Radiant Red weg und wurde durch Barcelona Red Metallic ersetzt.
Die wichtigsten Unterschiede zwischen dem X-Runner und den anderen Ausstattungsvarianten betreffen das Fahrwerk und die Steifigkeit des Rahmens. Toyota baute einen X-Träger im hinteren Teil des Rahmens ein, um diesen zu verstärken (daher der Name X-Runner). Zusätzlich wurde der Rahmen durch zwei weitere Querträger verstärkt.

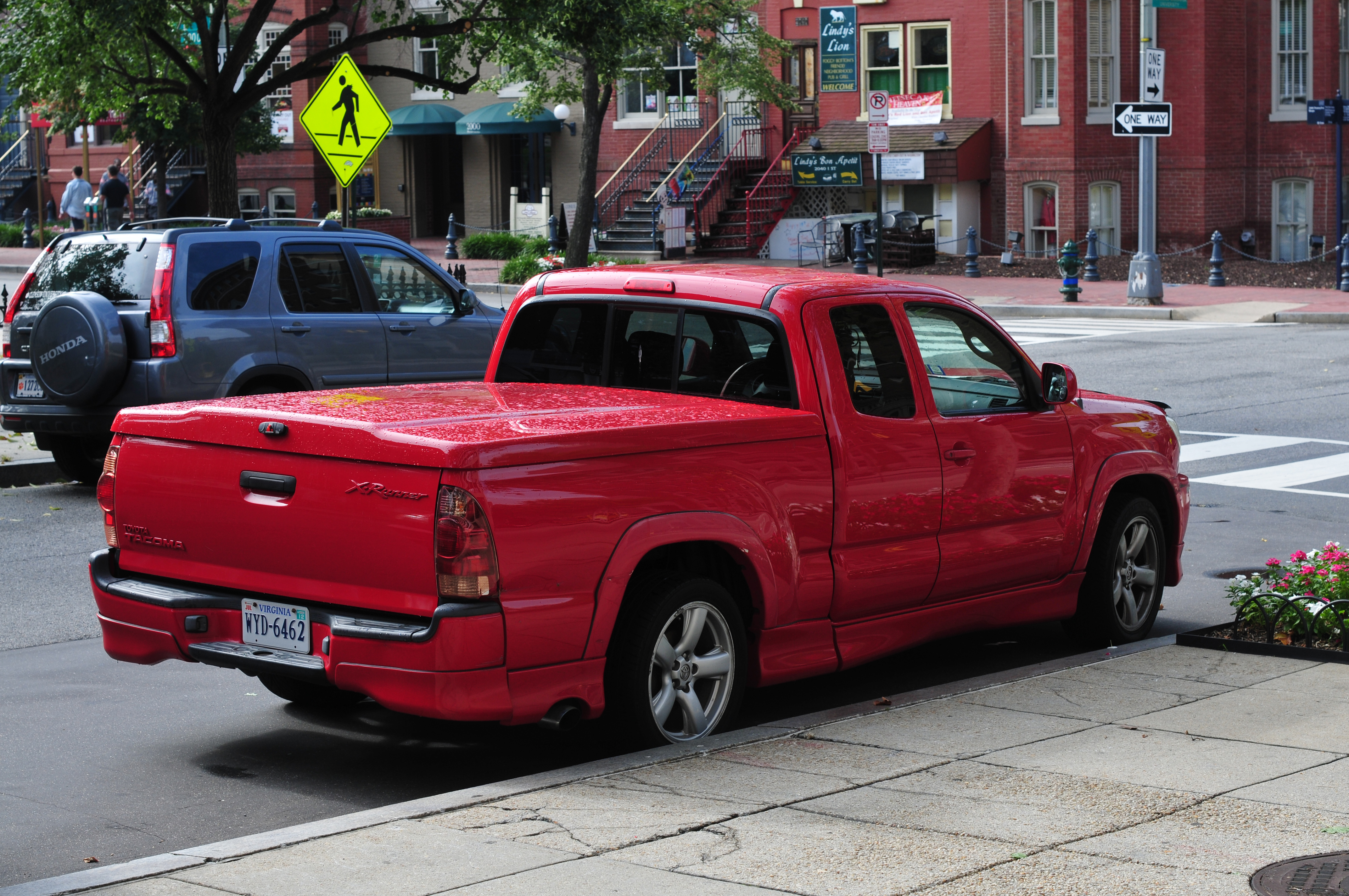
Heckansicht X-Runner

Auf Wunsch gibt es ein Paket mit größeren Bremsen (BBK) von TRD, das aus Bremsscheiben mit 332 mm Durchmesser und Bremssätteln mit vier Zangen besteht. Das BBK-Paket (Big Brake Kit) wurde von StopTech konstruiert.

### Verkaufszahlen in den USA

#### Pro Monat
| Jun 2008 | Mai 2008 | Apr 2008 | Mär 2008 | Feb 2008 | Jan 2008 | Dez 2007 | Nov 2007 | Okt 2007 | Sep 2007 | Aug 2007 | Jul 2007      |
| -------- | -------- | -------- | -------- | -------- | -------- | -------- | -------- | -------- | -------- | -------- | ------------- |
|          |          |          |          |          |          |          |          |          |          |          |               |
| 17.882   | 22.153   | 20.155   | 21.445   | 19.992   | 22.987   |          |          |          |          |          |               |
| Jun 2007 | Mai 2007 | Apr 2007 | Mär 2007 | Feb 2007 | Jan 2007 | Dez 2006 | Nov 2006 | Okt 2006 | Sep 2006 | Aug 2006 | Jul 2006      |
| 20.881   | 21.929   | 21.567   | 20.036   | 17.236   | 17.766   | 17.007   | 16.554   | 20.889   | 19.542   | 17.887   | 16.776 14.341 |
| Jun 2006 | Mai 2006 | Apr 2006 | Mär 2006 | Feb 2006 | Jan 2006 | Dez 2005 | Nov 2005 | Okt 2005 | Sep 2005 | Aug 2005 | Jul 2005      |
| 17.542   | 18.765   | 19.443   | 20.442   | 17.766   | 15.443   | 15.566   | 15.772   | 16.207   | 17.887   | 18.889   | 17.109        |

#### Pro Jahr
| Kalenderjahr | Verkaufszahlen |
| ------------ | -------------- |
| 2000         | 147.259        |
| 2001         | 161.983        |
| 2002         | 151.960        |
| 2003         | 154.154        |
| 2004         | 152.933        |
| 2005         | 168.831        |
| 2006         | 178.351        |
| 2007         | 173.238        |
| 2008         | 144.655        |

Die Verkaufszahlen des Tacoma in den USA sind in den letzten Jahren kontinuierlich angestiegen. 2004 verpassten sie die des Marktführers in diesem Segment, des Ford Ranger um 2,2 %, ein Jahr später führte der Tacoma in diesem Segment mit fast 40 % und 2006 konnte er seine Marktführerschaft auf 93 % ausbauen. Toyota verkauft jährlich etwa 190.000 Tacoma. 2005 verkaufte Toyota 189.987 Tacoma, mehr als von jedem anderen kleinen Pick-up in den USA verkauft wurden. Damit erreicht der Tacoma ca. 10 % aller Toyota-Verkäufe in den USA. Von März 2006 bis März 2007 stiegen die Verkaufszahlen des Tacoma regelmäßig an. Im März 2006 verkaufte Toyota 9.185 Tacoma, im März 2007 waren es schon 10.851. Im Sommer 2007 brach Toyota alle Rekorde und verkaufte in 3 Monaten über 60.000 Tacoma. Von August 2006 bis Ende 2008 stiegen die Verkaufszahlen um 7,6 %. Die US-Wirtschaftskrise ging auch am Tacoma nicht spurlos vorbei, 2008 wurden so wenige Tacoma verkauft wie noch nie.

## 3. Generation (2015–2023)
Ab Herbst 2015 war die dritte Generation des Tacoma verfügbar. Diese Generation war in zwei verschiedenen Kabinenvarianten, mit zwei verschiedenen Benzinmotoren, zwei Ladeflächenlängen, Hinterrad- oder Allradantrieb und fünf Ausstattungsversionen erhältlich. Im Februar 2019 präsentierte Toyota auf der Chicago Auto Show eine überarbeitete Version des Tacoma.
Für das Modelljahr 2021 war neben den Modellen SR, SR5, TRD Sport, TRD Off Road, Limited, Nightshade und TRD Pro auch eine limitierte Tacoma Trail Edition erhältlich. Angetrieben wird sie von einem 2,7-Liter-DOHC-16-Ventil-Vierzylinder mit VVT-i oder einem 3,5-Liter-V6-Direkteinspritzer-Atkinson-Cycle-Motor oder einem 3,5-Liter-V6-DOHC-24-Ventil-Direkteinspritzer-Atkinson-Cycle-Motor mit VVT-iW (Variable Valve Timing-Intelligent Wider Intake) und VVT-i (Variable Valve Timing-intelligent Exhaust). Als Getriebeoptionen stehen ein 6-Gang-Schaltgetriebe und eine elektronisch gesteuerte 6-Gang-Automatik zur Verfügung.

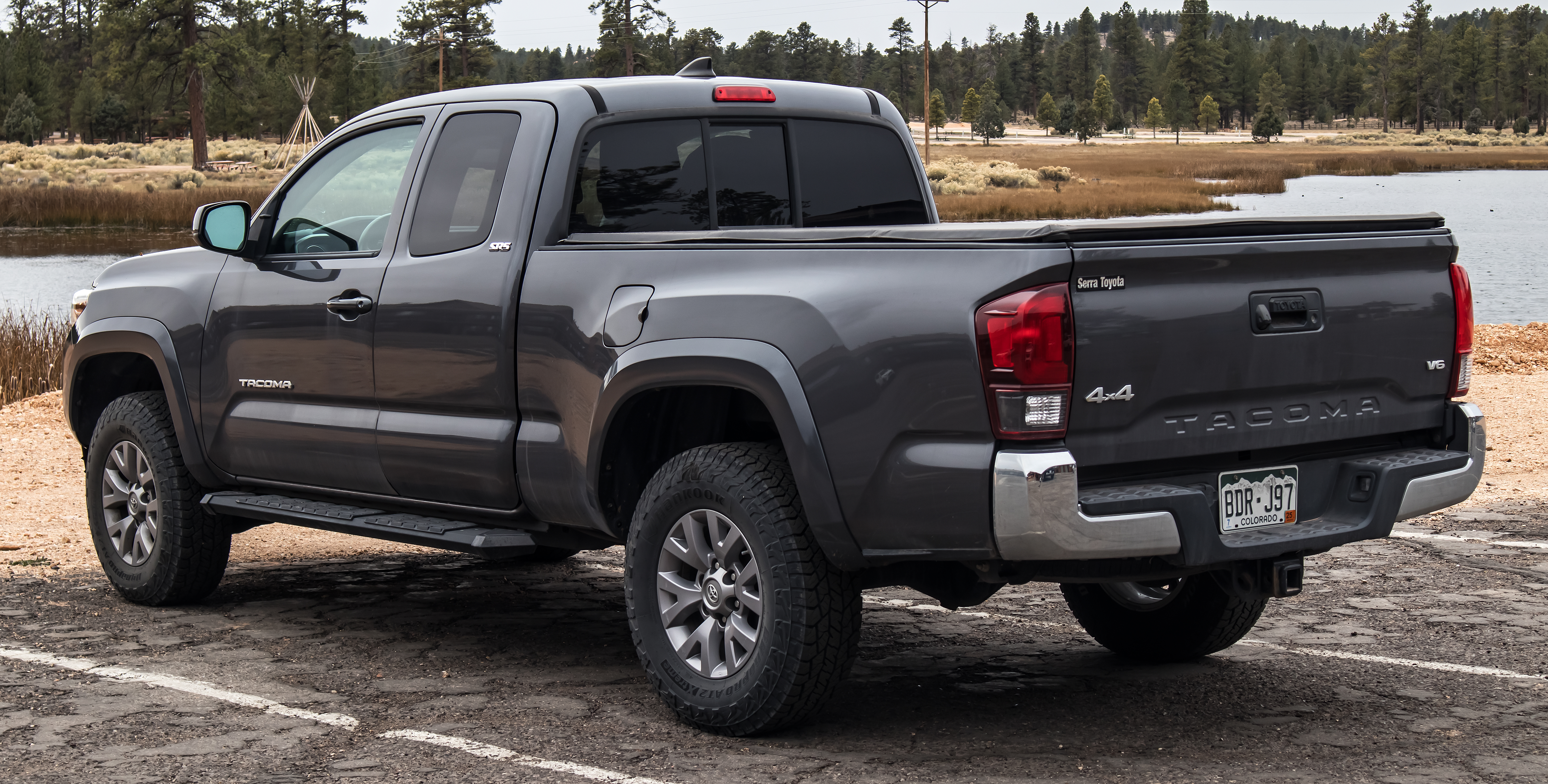
Heckansicht
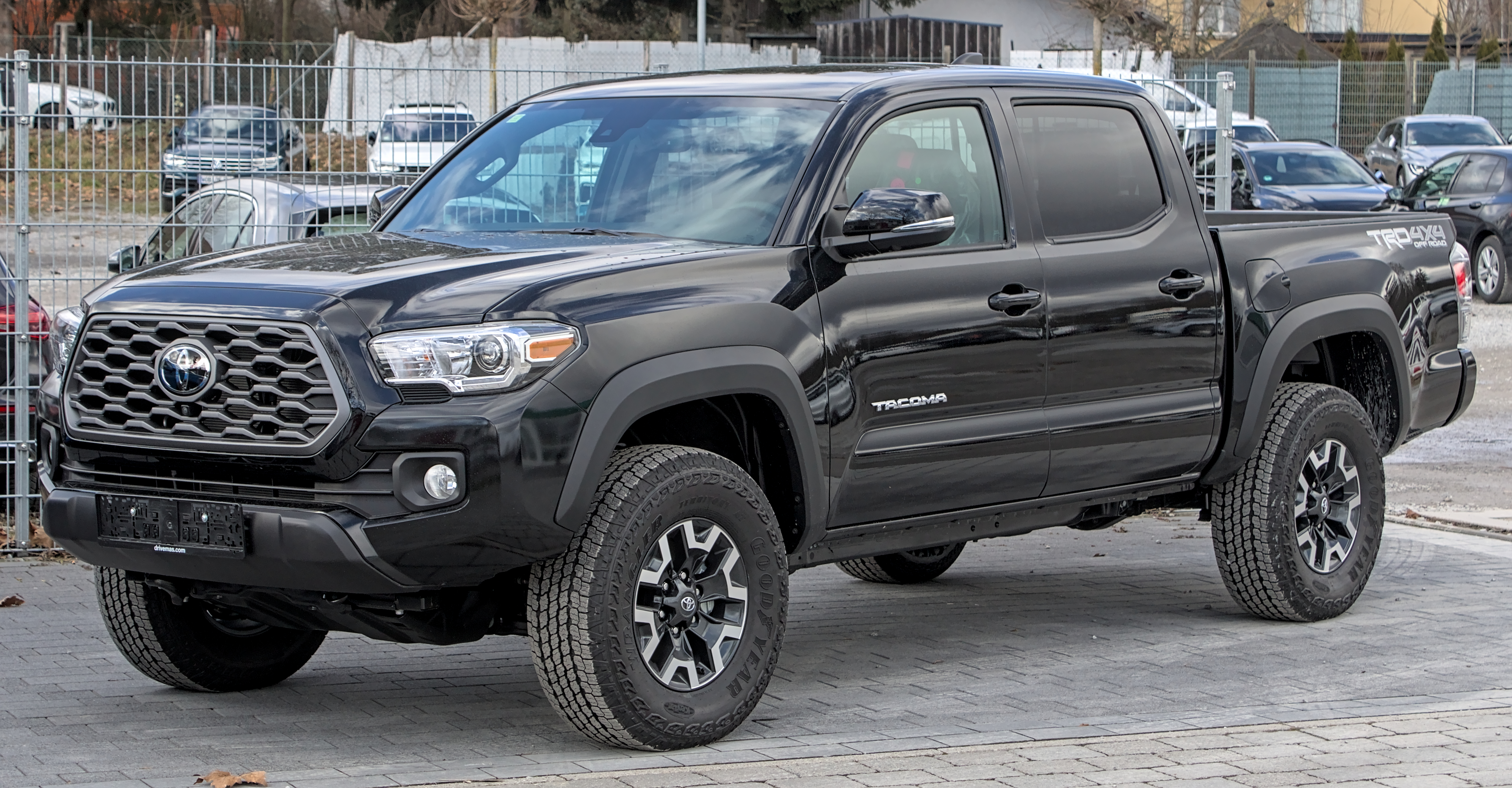
Toyota Tacoma (2019–2023)
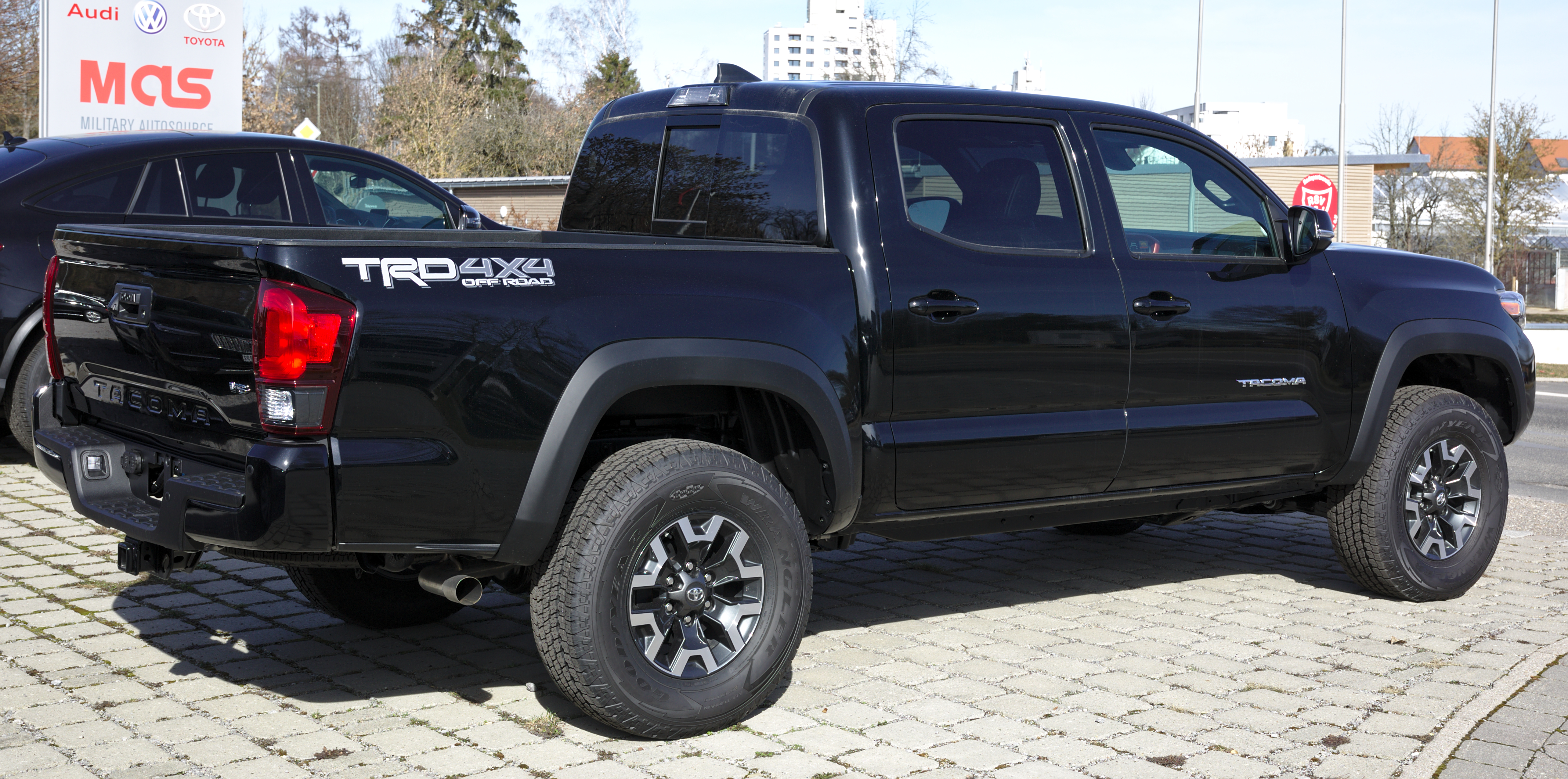
Heckansicht
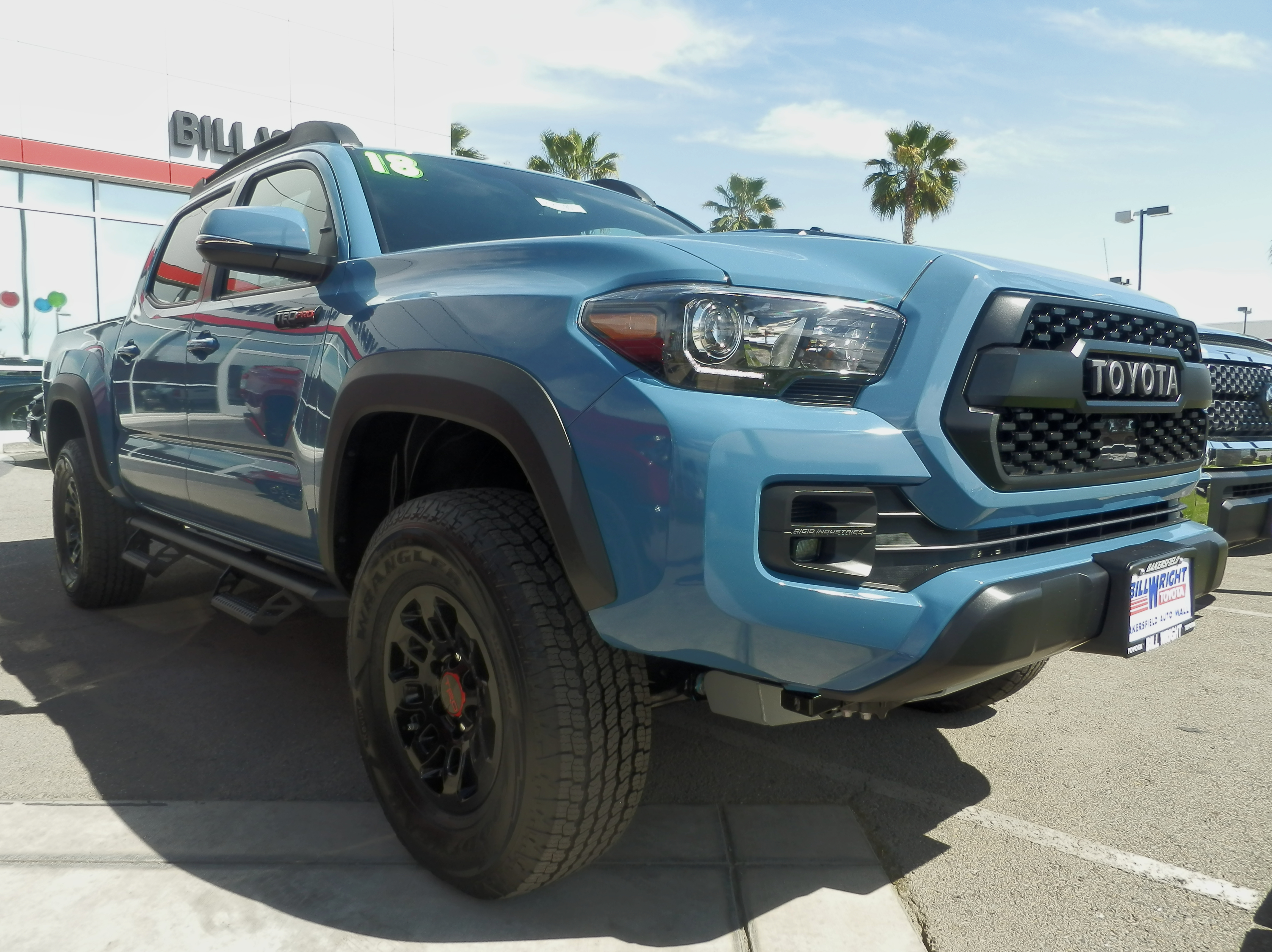
Toyota Tacoma TRD Pro
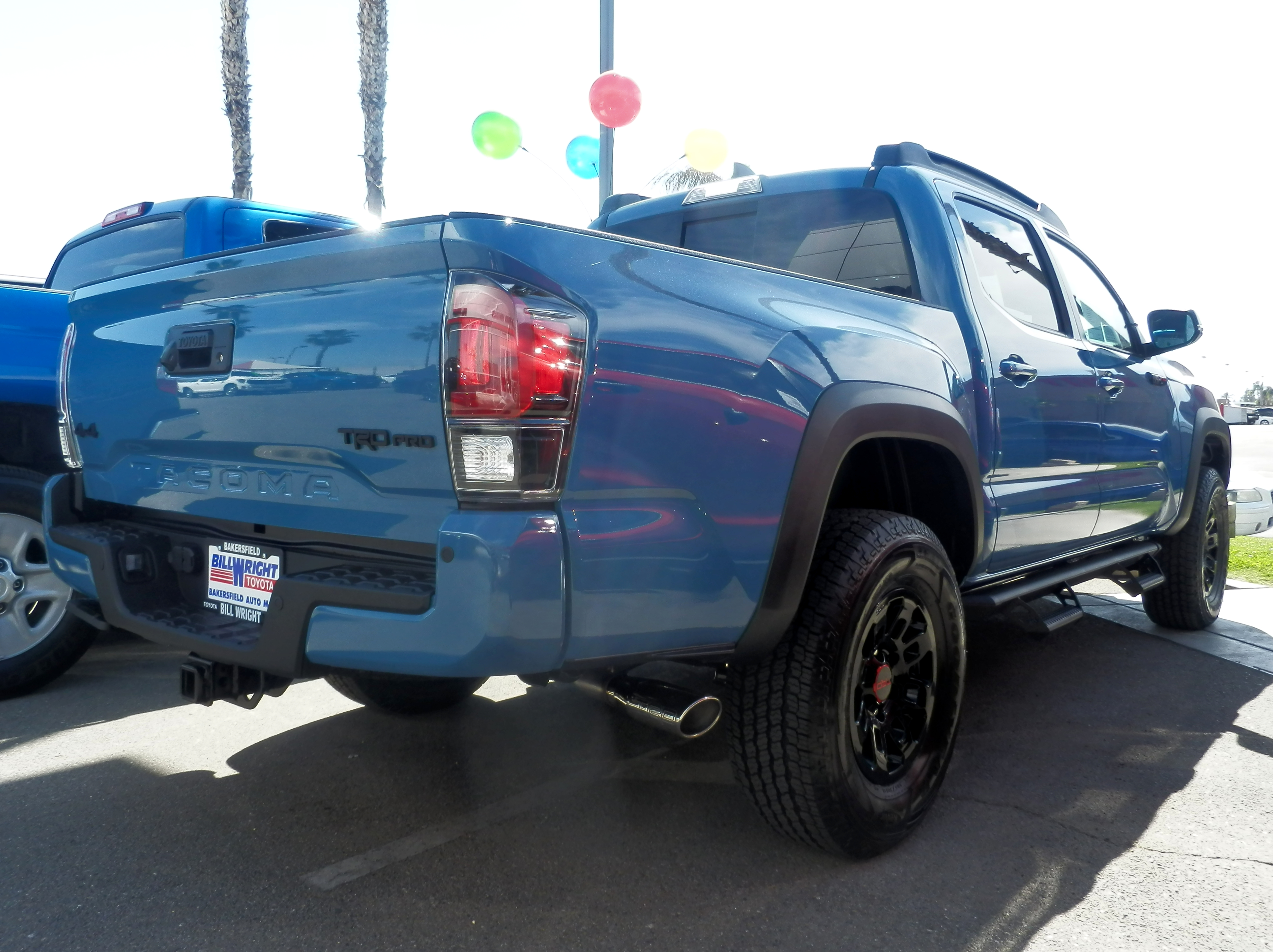
Heckansicht

## 4. Generation (seit 2023)
Die vierte Generation der Baureihe wurde im Mai 2023 vorgestellt und kam im November 2023 in Nordamerika in den Handel. Erstmals basiert der Tacoma auf der Toyota New Global Architecture. Fortan wird entweder ein 2,4-Liter-Benziner in zwei Leistungsstufen oder ein Otto-Hybrid auf Basis des 2,4-Liter-Ottomotors angeboten. Weiter sind acht Ausstattungsvarianten verfügbar.

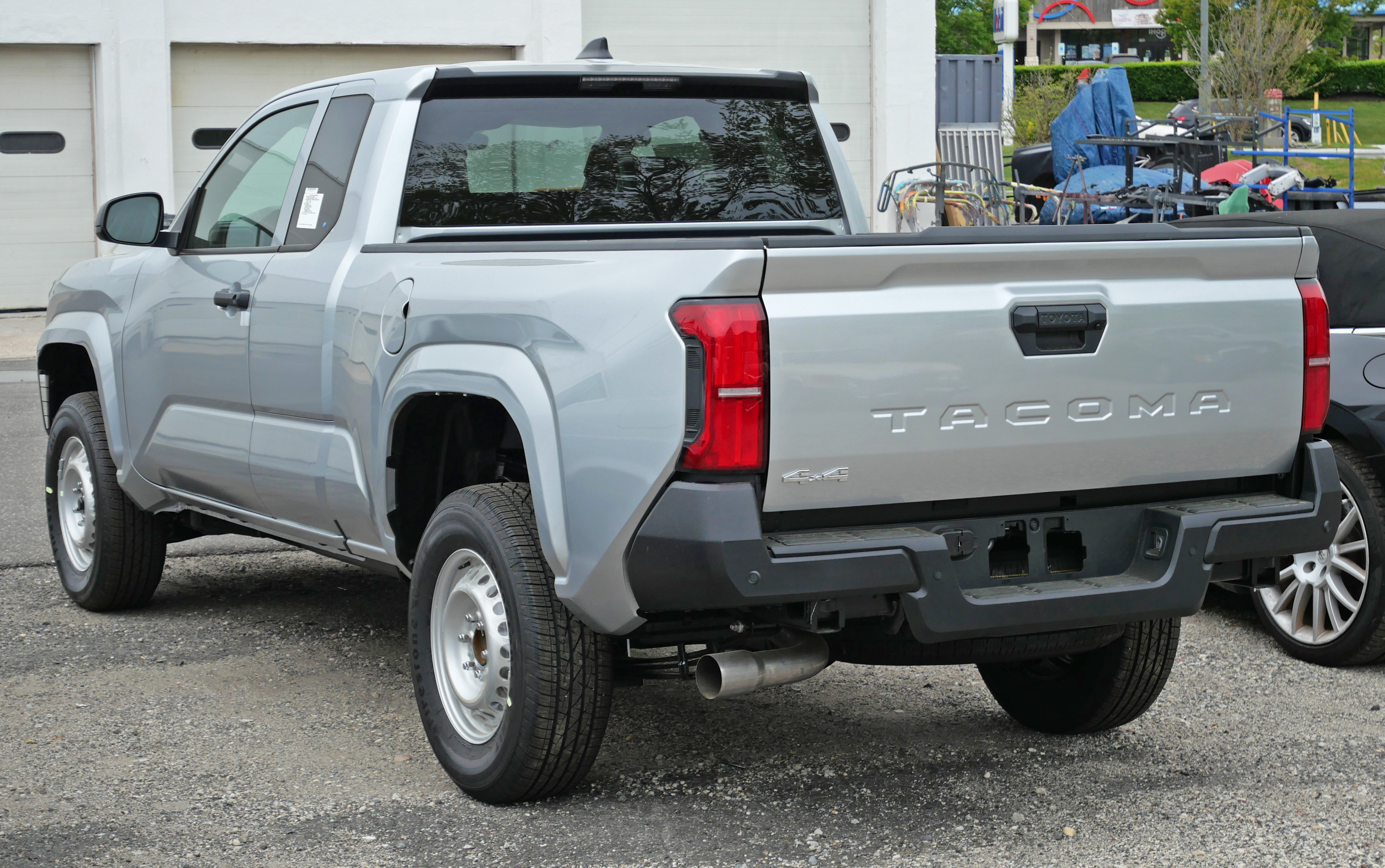
Heckansicht
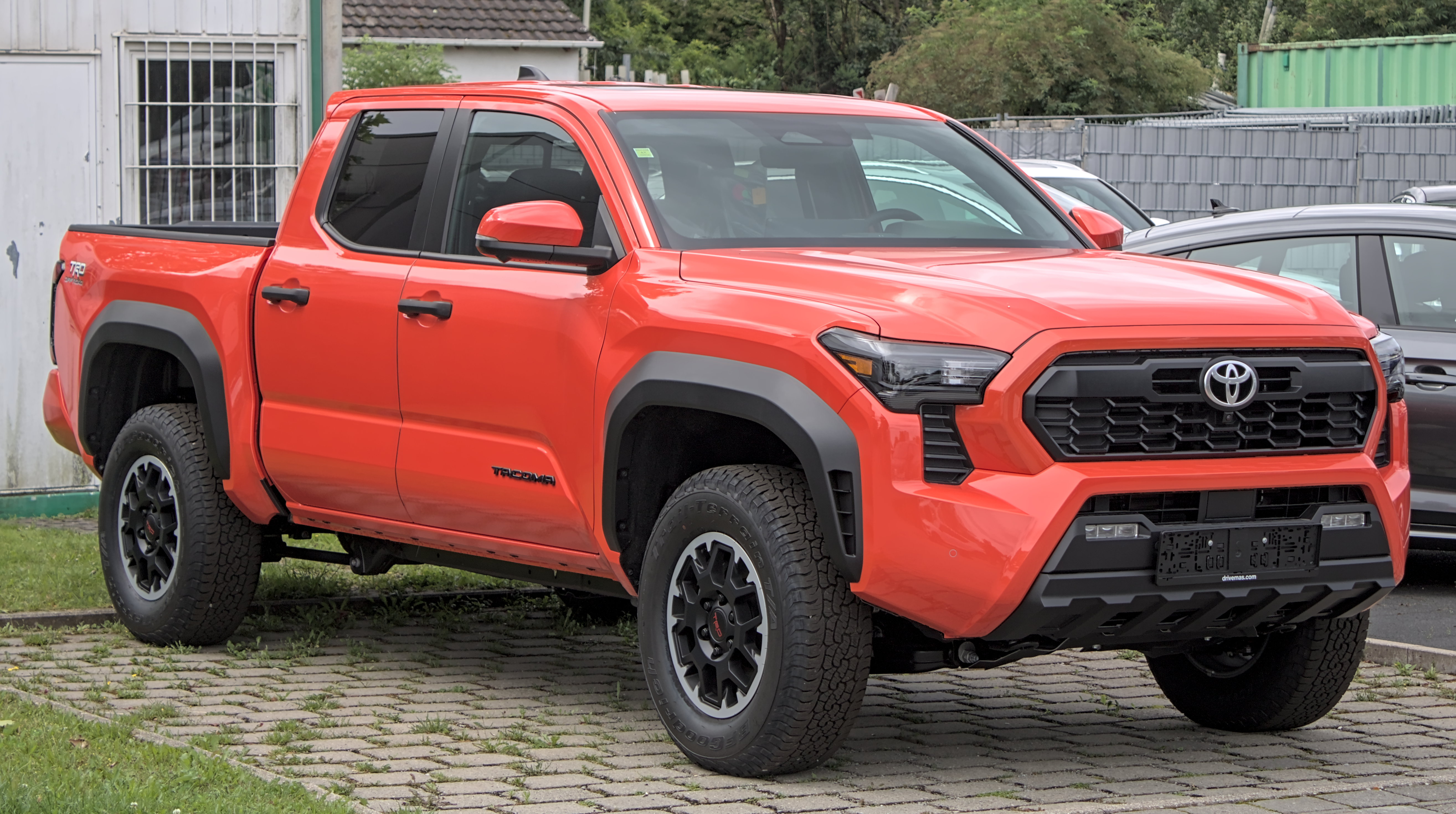
Toyota Tacoma TRD Pro
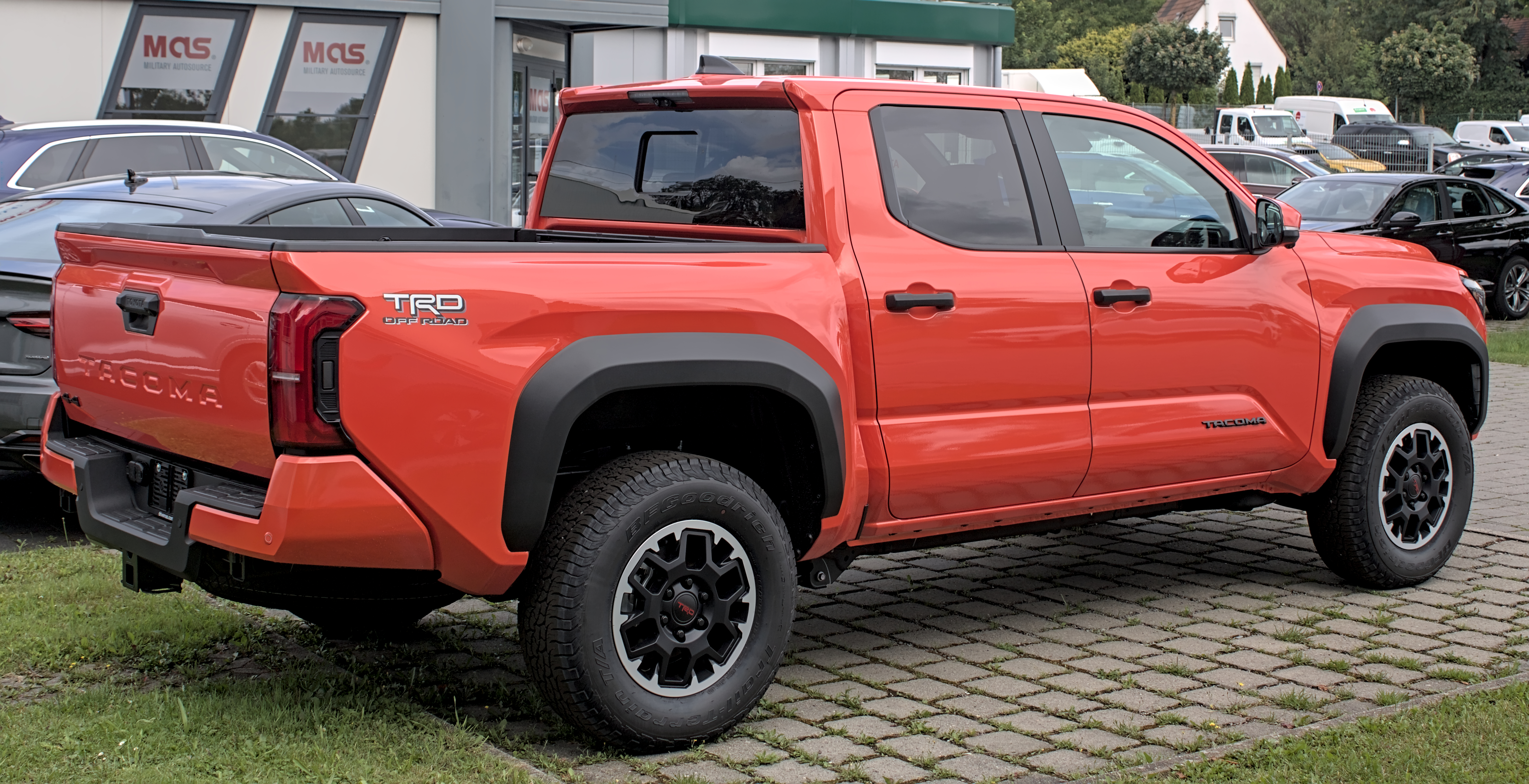
Heckansicht

## Toyota Racing Development (TRD)
Seit 1998 bietet Toyota ein neues TRD-Offroad-Paket an. Das Paket beinhaltet Geländereifen auf 16″-Alufelgen, TRD-Stoßdämpfer, ein Sperrdifferenzial hinten und TRD-Aufkleber. 2003 führte Toyota ein TRD-Sportpaket für den großen Tundra ein. Erst seit 2005 ist dieses auch für den Tacoma erhältlich. Das Paket enthält Hochleistungsreifen für die Straße auf 17″-Alufelgen, Stoßdämpfer, eine vom Rennsport inspirierte Motorhaube und TRD-Sport-Aufkleber. Es kostet ca. 200 US$ mehr als das ursprüngliche TRD-Offroad Paket.

### TRD-Kompressor
TRD kündigte am 30. Oktober 2007 einen Kompressor für den FJ Cruiser und den Tacoma an, die mit dem 4,0 l-V6-Motor ausgerüstet sind. Dieser Kompressor kann bei Toyota-Händlern bezogen werden. Er erhöht die Motorleistung auf 304 hp (224 kW) (im Vergleich zu den serienmäßig lieferbaren 236 hp (174 kW) des Tacoma und den 239 hp (176 kW) des FJ Cruiser). Das Drehmoment steigt auf 453 Nm. Alle Angaben sind netto nach SAE-Norm.
Dieser neue TRD-Kompressor kann in alle Tacoma der Modelljahre 2005–2009 eingebaut werden, ebenso wie in die FJ Cruiser der Modelljahre 2007–2009. Der Kompressorbausatz enthält einen Eaton-Roots-Kompressor, eingebaut in einen einteiligen Ansaugverteiler, Iridium-Zündkerzen und einen Satz 5-fach-Rippenriemen. Er erhöht den Ladedruck um 0,4–0,55 bar.
Der Kompressor besitzt, wenn er von einem autorisierten Toyota- oder Scion-Händler installiert wird, die gleiche Garantie wie die anderen Antriebskomponenten, 5 Jahre oder 96.450 km (60.000 mi), bzw. eine Neuwagengarantie, die sogar noch länger ist. Wenn der Kompressor nicht von einem solchen Händler installiert wird, gilt für ihn nur die Teilegarantie mit 12 Monaten, bzw. 19.300 km (12.000 mls). Der unverbindliche Verkaufspreis des Kompressors liegt bei 4.500 US$ ohne Einbau.

## Zubehörkompressoren
Auch für die Motoren 2RZ-FE und 3RZ-FE gibt es TRD-Kompressoren. Sie werden von Alpine Developments hergestellt. Dieser Einbausatz soll die Motorleistung um 50 % anheben und produziert einen Ladedruck von 0,55 bar. Am häufigsten sieht man den TRD-Kompressor für den 5VZ-FE-V6-Motor, der von Magnuson Products gebaut wird. Es soll die Motorleistung von 190 hp (142 kW) auf 251 hp (187 kW) anheben.
Für den 2005–2008 lieferbaren 1GR-FE-Motor gibt es einen Kompressor von URD. Er erhöht die Motorleistung von 236 hp (176 kW) auf 366 hp (273 kW). Hersteller ist Rotrex.

## Einsatz bei den US-amerikanischen Streitkräften
Im Irakkrieg und bei der Operation Enduring Freedom wurden viele Toyota Tacoma von den amerikanischen Streitkräften eingesetzt. Üblicherweise waren dies Doppelkabinenausführungen mit SR5-Ausstattung oder TRD-Paketen.
Obwohl es den Hilux, auf dem der Tacoma basiert, sehr oft im Nahen Osten gibt, kaufte das US-Militär die Tacoma von US-amerikanischen Händlern, modifizierte sie entsprechend und verschiffte sie in den Irak. Tacoma und Hilux haben die gleiche Karosserie, aber das Fahrwerk des Tacoma unterscheidet sich deutlich von dem des Hilux und gilt als viel schwächer. Sein Benzinmotor läuft viel ruhiger als der Dieselmotor des HMMWV (Hummer). Aus den so beschafften Zivilfahrzeugen wurde das serienmäßige Radio und fast die gesamte Außenbeleuchtung ausgebaut. Stattdessen erhielten die Wagen Infrarot-Scheinwerfer, damit sie mit Nachtsichtgeräten eingesetzt werden konnten. Die Motoren blieben unverändert, aber die Fahrzeuge wurden mit Schmutzfängern, Seilwinden und Überrollbügeln zur Aufnahme von Maschinengewehren ausgestattet.